# 罗素·沃特
罗素·瑟洛·沃特（英語：Russell Thurlow Vought，1976年3月26日—），美国政府官员，現任美国行政管理和预算局局长和消費者金融保護局代理局長。他曾於2020年至2021年擔任行政管理和预算局局长，在2018年至2020年任該局副局长，2019年至2020年任該局代理局长。

## 教育与早期生涯
沃特获惠顿学院文学学士及喬治·華盛頓大學法律博士。
毕业后，沃特供职于美国传统基金会法律部门美国遗产行动。之后历任美國眾議院共和黨研究委員會执行主任兼预算主任、众议院共和党会议政策主任及参议员菲尔·格拉姆法务助理。

## 政治生涯

### 行政管理和预算局
2017年4月，总统特朗普提名沃特出任行政管理和预算局副局长，2018年2月28日获参议院以50比49确认，其中决胜一票由副总统迈克·彭斯投下。
沃特提名听证会期间，参议员伯尼·桑德斯质疑沃特曾说“伊斯兰教不仅仅是有缺陷的神学”，“他们不了解上帝，因为他们否认耶稣和圣子，他们会受到谴责”。《大西洋月刊》及多个基督教团体谴责桑德斯的质询违反《禁止宗教评估条款》。
2019年，沃特与其他八名政府官员因身陷通乌丑闻，被国会发出传票。随后民主党人首次发起弹劾特朗普。

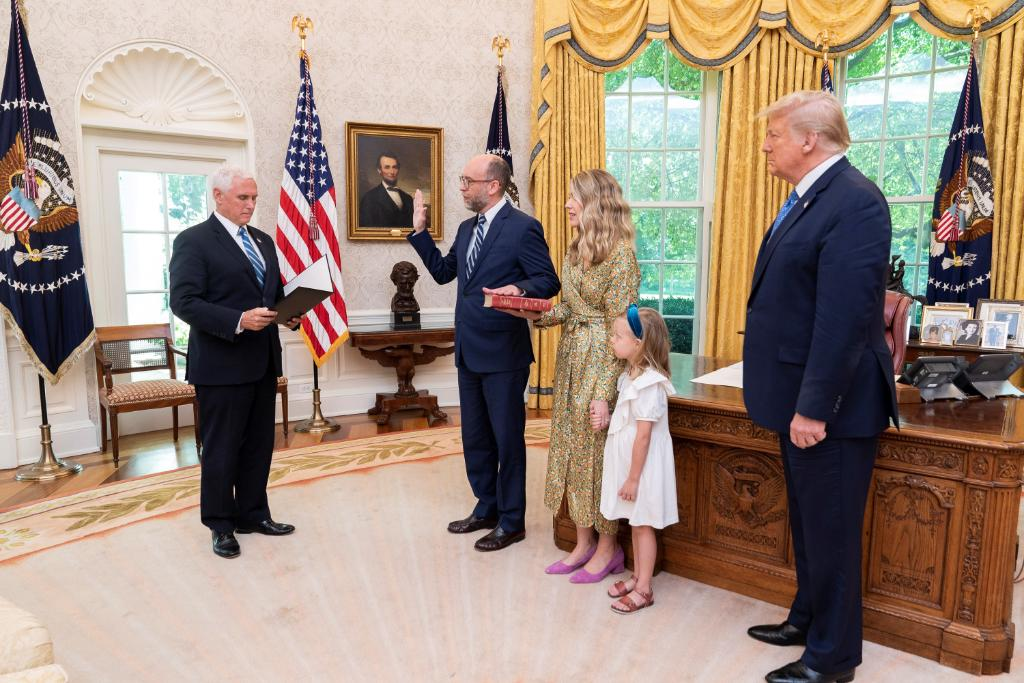
2020年7月，沃特宣誓就任预算局局长。

2019年1月2日，预算局局长麥克·馬瓦尼担任代任白宮幕僚長，沃特随之担任代预算局局长，但马瓦尼仍持有局长职位。2020年3月18日，特朗普表示有意提名沃特出任预算局局长。2020年7月20日，沃特获参议院以51比45的票数确认，两天后宣誓就职。
2020年5月，沃特打破预算局长期以来更新经济预测的做法，原因是受2019冠状病毒病疫情影响。
2020年9月4日，沃特在特朗普总统指挥下发布预算局备忘录，要求找出联邦部门就“批判性种族理论”或“白人优先主义”训练签署的合同及其他部门的相关花费，寻求可用的法律手段取消任何此类合同或从这些培训课程中转移联邦资金。
乔·拜登赢得2020年大选后，沃特被拜登及过渡团队指责阻止他们的人和预算局的人接洽。一般来说，在位的预算局职员会向接任政府提供支出估算及现有计划明细。沃特辩称预算局已经为过渡工作提供资金，与拜登的官员接洽45次以上，表示“预算局职员正执行本届政府政策至最后一天”。部分专家认为沃特拒绝服从的做法前所未见，但预算局的人说这是正常做法。

### 美国复兴中心
2021年1月，沃特成立“美国复兴中心”及附属的问题倡导团体“美国复兴行动”（American Restoration Action）。据Axios报道，该团体“会在特朗普离开白宫后继续为他的政治活动提供意识形态弹药”。
2021年，《华盛顿邮报》事实查核员给沃特说拜登政府2.3万亿美元基建计划中，只有5%到7%真正用在道路、桥梁及你和我都会说是真基础建设的东西上的言论打出3/4的匹诺曹值。
2021年6月8日，“美国复兴行动”宣传部“美国复兴公民”（Citizens for Renewing America）发表“对抗批判性种族理论”的指南。沃特告诉“福斯新闻”，这本33页的手册是“批判性种族理论速成课，为打算让学校董事尽心尽责的家长们提供‘一站式购物’”。

### 再任行政管理和预算局
2024年11月22日，沃特被美國當選總統當勞·特朗普再次提名在第二次特朗普內閣中擔任行政管理和预算局局长。沃特於2025年2月6日得到參議院以53比47的票數確認，他在2月7日宣誓後正式就任。